# كالة ديري
كالة ديري هي شركة ألبان وأطعمة ومشروبات إيرانية مقرها آمول، إيران. تم تصنيفها من قبل شركة أبحاث السوق يورومونيتور الدولية كواحدة من أفضل 50 علامة تجارية في العالم.
تأسست شركة سوليكو للصناعات الغذائية عام 1991 كشركة صناعية للأغذية. في عام 2013 كان لديها 26٪ من سوق الجبن الإيراني. بالإضافة إلى أمول، لديها أيضًا مكاتب في طهران والعراق والإمارات العربية المتحدة، والولايات المتحدة، وألمانيا، والكويت، وسلطنة عمان، والسعودية، والمملكة المتحدة، وروسيا. تباع منتجاتها تحت عدة أسماء، بما في ذلك بيمينا وزبادي سبعة وجيتو وبريموند وسوربون وديليس وآنا وبينكا وناري وسيفنتن. منتجات ألبان كللة متوفرة في جميع أنحاء البلاد. مصنع كاليه أمول لمنتجات الألبان هو واحد من أكبر مصانع منتجات الألبان في الشرق الأوسط حيث يتلقى أكثر من 2000 طن من الحليب يوميًا. تبيع مجموعة كللة حوالي 1،350 طنًا من المنتجات يوميًا.

## العلامة التجارية
- كللة
- لاكتيفيا
- مجان
- أمول
- سبعة
- بوني تشاو
- آنا
- ناري
- بينكا
- كالسيفيتا
- سيلينو
- لاكي دو

## روابط خارجية
- الموقع الرسمي